# Eriobotrya prinoides
Eriobotrya prinoides är en rosväxtart som beskrevs av Alfred Rehder och E.H. Wilson. Eriobotrya prinoides ingår i släktet eriobotryor, och familjen rosväxter.

## Underarter
Arten delas in i följande underarter:
- E. p. prinoides
- E. p. laotica